# Battista del Moro

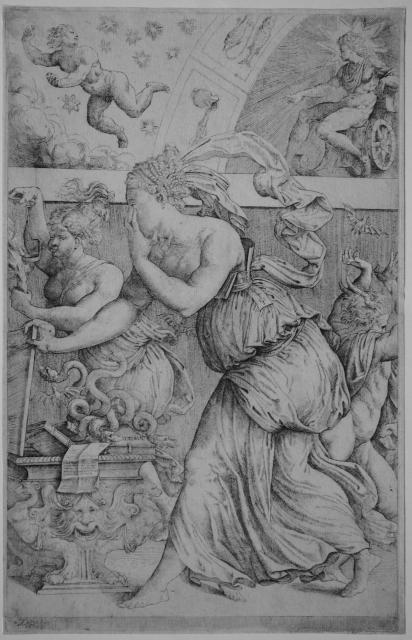
Pandora obre el pot o l'al·legoria de la Llum per Battista del Moro, 1557

Battista del Moro (Verona, 1512-1514 - després de 1568) va ser un pintor italià del Renaixement actiu en la seva natal Verona, així com a Màntua i Venècia.

## Biografia
Aquest artista se'l coneix per diversos noms, incloent Battista D'Agnolo Veronese en les obres de l'historiador d'art Filippo Baldinucci i per Giorgio Vasari, o per Battista Angolo del Moro, -comunament anomenat Battissa d'Angeli, i de tant en tant Angelo i Agnolo-. Va ser alumne de Francesco Torbido, anomenat «Il Moro», amb la filla del qual es va casar, i va ser aleshores quan va afegir el sobrenom del seu sogre així mateix.
Va millorar el seu estil mitjançant l'estudi de les obres de Tizià, i va pintar diversos quadres, tant a l'oli com en pintura al fresc, per a esglésies de Verona, de vegades en competència amb Paolo Veronese. A Sant'Euphemia havia pintat un fresc de Sant Pau davant d'Annanies, que, quan es va demolir la paret en què es va pintar, va ser serrada amb molta cura, i es va retirar a una altra banda de l'església.
La seva coloració és més vigorosa que la que emprava el seu mestre i el seu disseny més elegant. Com es demostra a la imatge a San Stefano d'Un àngel presenta les Palmes de martiri dels Innocents. També va pintar molt a Venècia, Màntua i Murano. Es conserven diversos aiguaforts d'aquest mestre, en el que els extrems de les figures es dibuixen en un format molt magistral. Junt amb Battista Vicentino, va gravar una sèrie de cinquanta paisatges, que s'executen en un estil audaç i lliure. Va treballar a Màntua sota Giovanni Battista Bertani.
Les plaques següents són mostres del seu treball en aquesta línia: 
- La Nativitat o l'Adoració dels pastors; després de Parmigianino.
- Mare de Déu amb l'Infant i Sant Joan
- La Sagrada Família, amb Santa Elisa i Sant Joan; després de Rapael.
- Sagrada Família.
- El martiri de Santa Caterina; després Bernardino Campi.
- El baptisme de Crist per Sant Joan.